# Amictus virgatus
Amictus virgatus är en tvåvingeart som beskrevs av Austen 1937. Amictus virgatus ingår i släktet Amictus och familjen svävflugor. Inga underarter finns listade i Catalogue of Life.